# كيفن جوزيف (لاعب كرة قاعدة)
كيفن جوزيف (بالإنجليزية: Kevin Joseph)‏ هو لاعب كرة قاعدة أمريكي، ولد في 1 أغسطس 1976 في كامب هيل في الولايات المتحدة.